# Kalvárie (Polná)

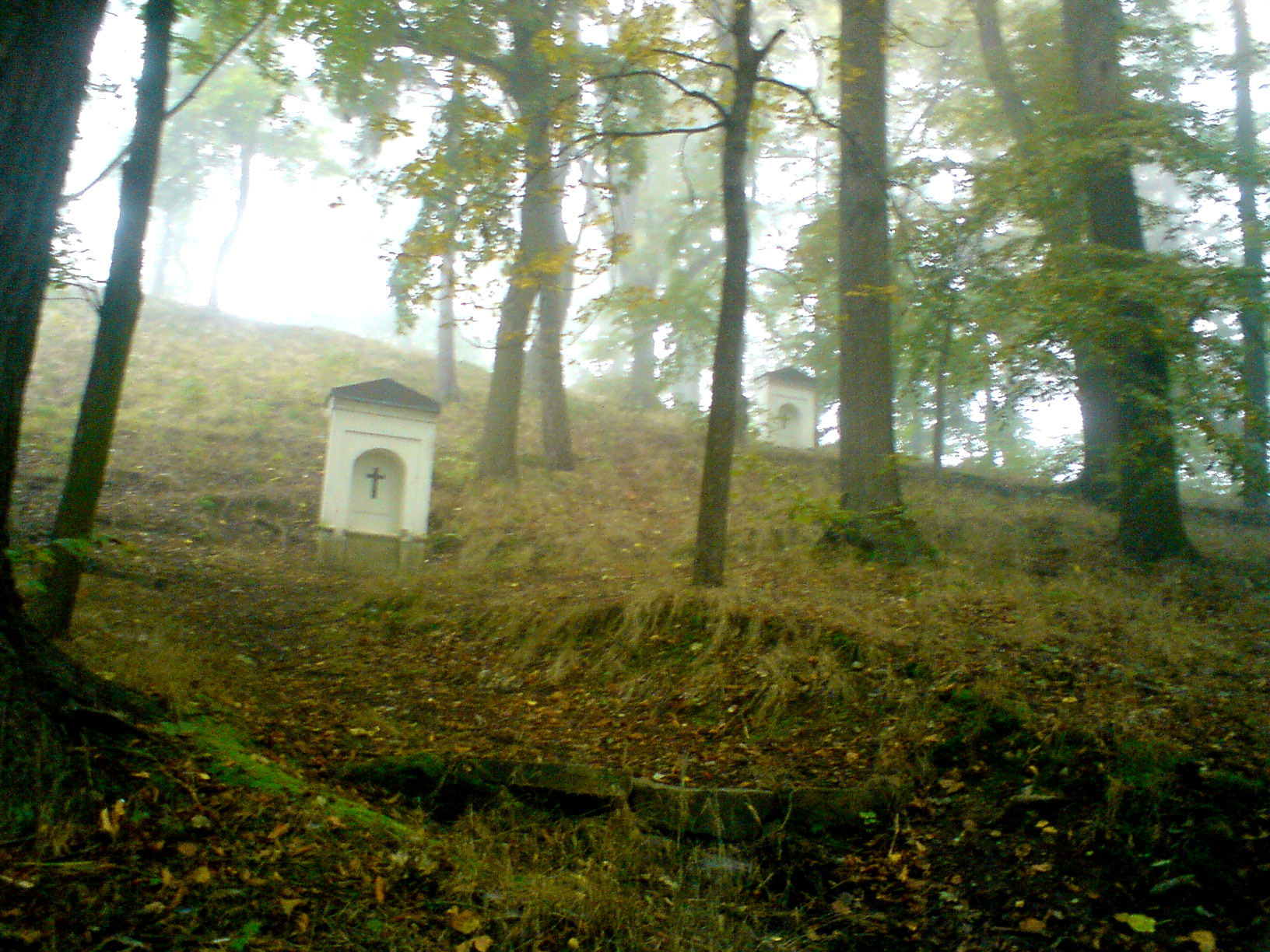
Křížová cesta

Kalvárie je základní sídelní jednotka města Polná v okrese Jihlava. Má výměru 53 ha.

## Obyvatelstvo
V roce 1991 zde žilo 596 obyvatel, roku 2001 651 a o deset let později 652.

## Poloha
Nachází se v severní části města. Východní hranice území vymezují ulice Havlíčkova, od kostela sv. Barbory ulice Varhánkova, jižní část vymezují ulice Karla Čapka, Boženy Němcové, při křížení s Nerudovou ulicí se stáčí k jihu k hrázi rybníka Peklo a poté nabere severní směr podél břehu Šlapanky.

## Památky
Areál Křížové cesty stojí v ulici Pod Kalvárií. Byl vybudován v roce 1894 severně za městem na místě starší dřevěné kalvárie, zřídili zde kapli Božího hrobu a obnovili Kalvárii s třemi kamennými kříži a čtyřmi kapličkami, které jsou volně rozeseté po svahu s obdélníkovým půdorysem a podezdívkou, každá z nich má klekátko. V 90. letech areál opravili svépomocí místní občané.